# Hondenzwemming
De Hondenzwemming is een loop- en zwemwedstrijd voor honden in Sint-Baafs-Vijve. Deze wedstrijd houdt in dat honden een stukje lopen over een weide, in de Oude Leie springen en zo snel mogelijk zwemmen naar de overkant. Het evenement vindt plaats op de tweede zondag van oktober aan de oevers van de Oude Leie of de Oude Leiearm. De Hondenzwemming begon rond 1850 kleinschalig als enig in zijn soort maar groeide uit tot een tot in andere Vlaamse provincies gekend evenement en volksfeest. Sinds januari 2018 is de Hondenzwemming erkend als Vlaams immaterieel cultureel erfgoed.

## Geschiedenis

### Ontstaan
De Hondenzwemming is ontstaan bij de boeren doordat deze aan beide kanten van de Leie aan landbouw en veeteelt deden. Hierdoor maakte de boer dagelijks, al dan niet met dieren, de overzet naar de overkant van de Leie per boot. Tijdens het varen naar de overkant zwommen de honden mee. In de avond bij terugkeer zwommen de honden om het snelst terug naar huis waar hun maal op hen wachtte. Dit was de start van het ontstaan van de Hondenzwemming. Deze gewoonte is in 1850 voor de eerste keer geïntroduceerd als wedstrijd tussen ‘rivaliserende’ boerenbonden.

### 1848 of 1850?
Het is niet helemaal duidelijk of de Hondenzwemming ontstond in 1850 of in 1848. Een affiche uit 1948 doet twijfel oplaaien met de vermelding dat toen de honderdste editie plaatsvond. Doordat er geen tot weinig diepgaander onderzoek gebeurde en er geen documenten voorhanden zijn van voor 1948, neemt het feestcomité van Sint-Baafs-Vijve; nu de Sint – Bavovrienden, 1850 als startjaar.

## Foto's Oude Leiearm

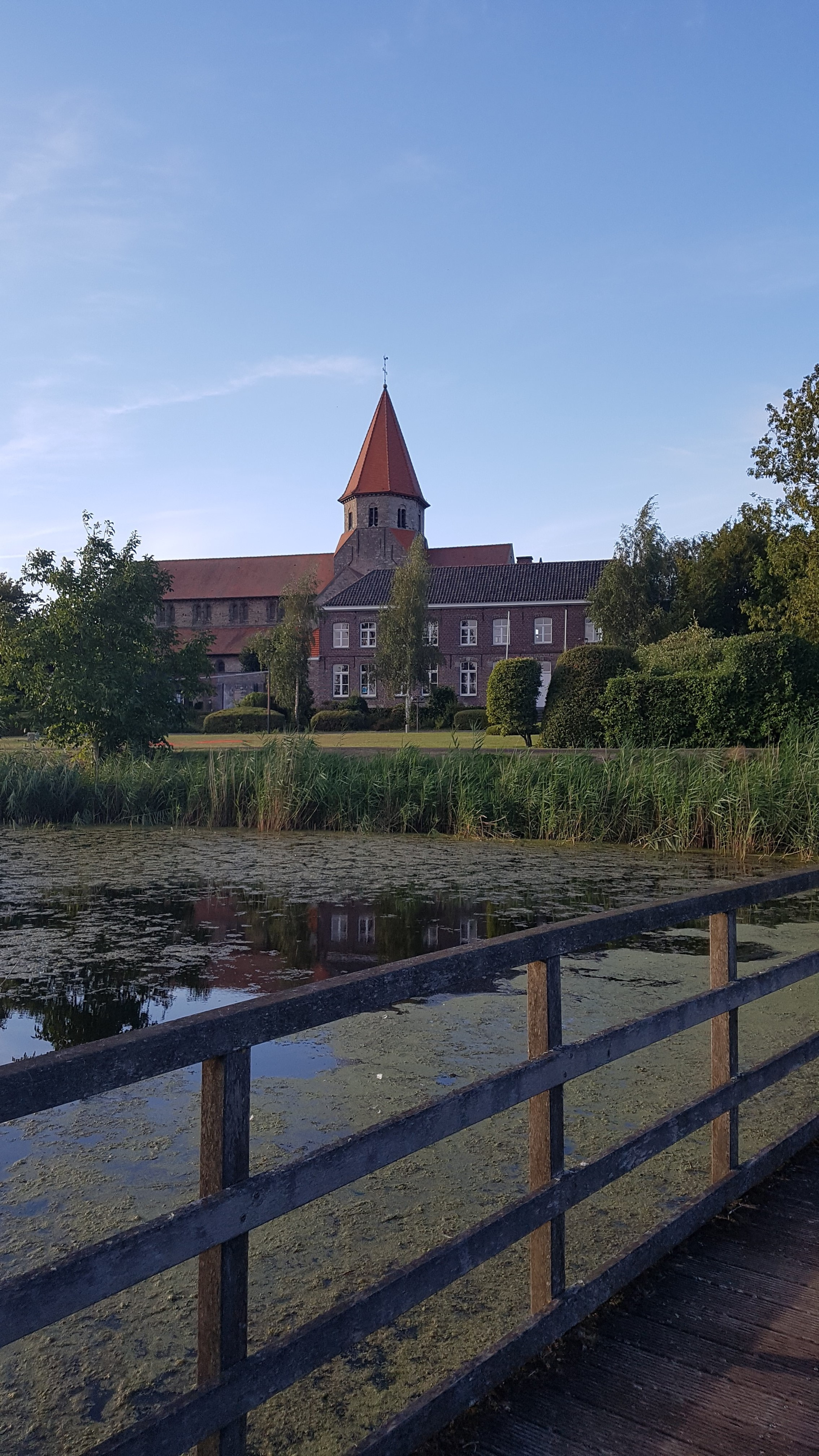
Uitzicht Sint-Bavokerk en André Demedtshuis vanop de Oude Leiearm in Sint - Baafs - Vijve
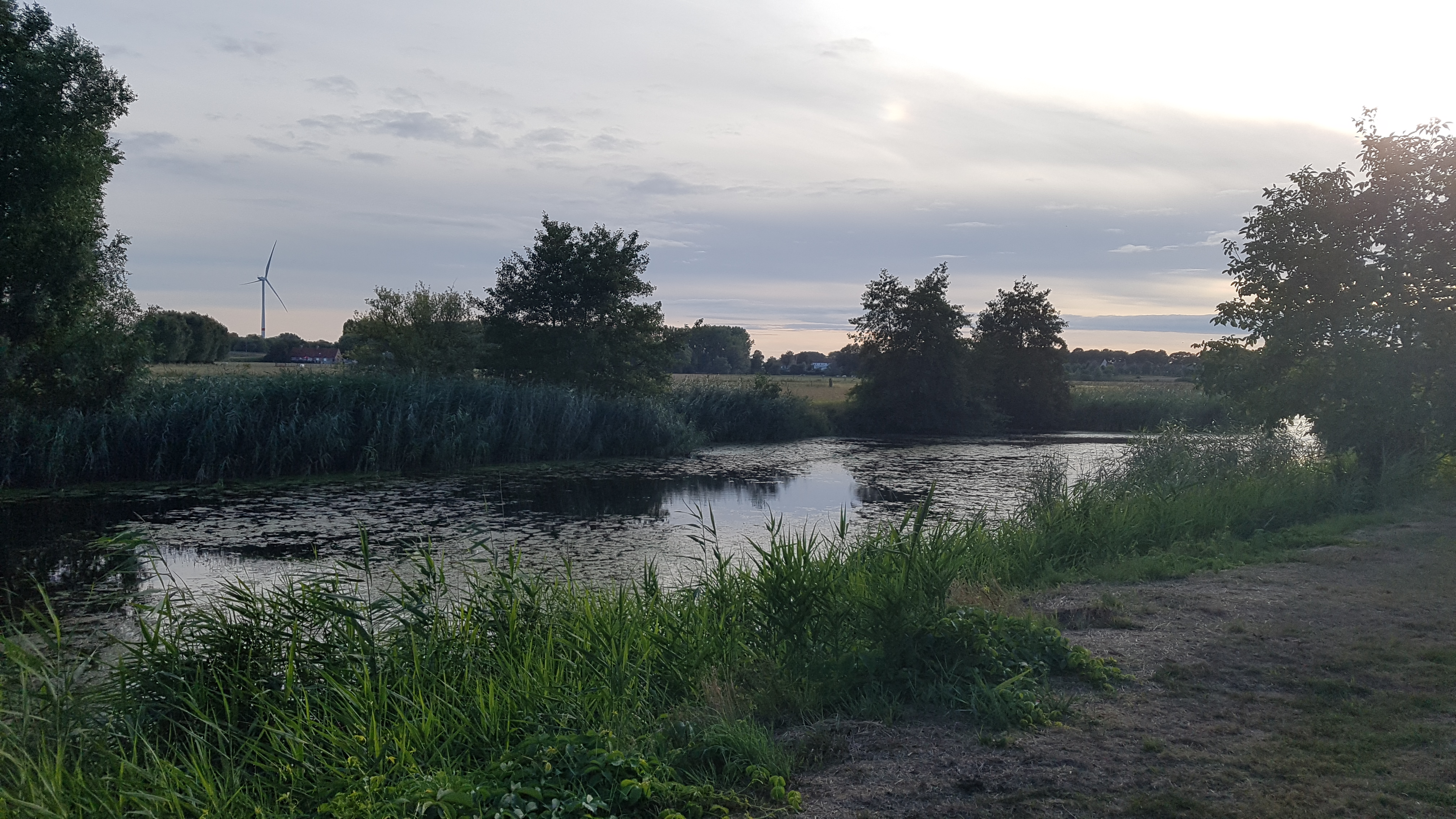
Oude Leiearm Sint - Baafs - Vijve. Hier vindt de Hondenzwemming jaarlijks plaats.
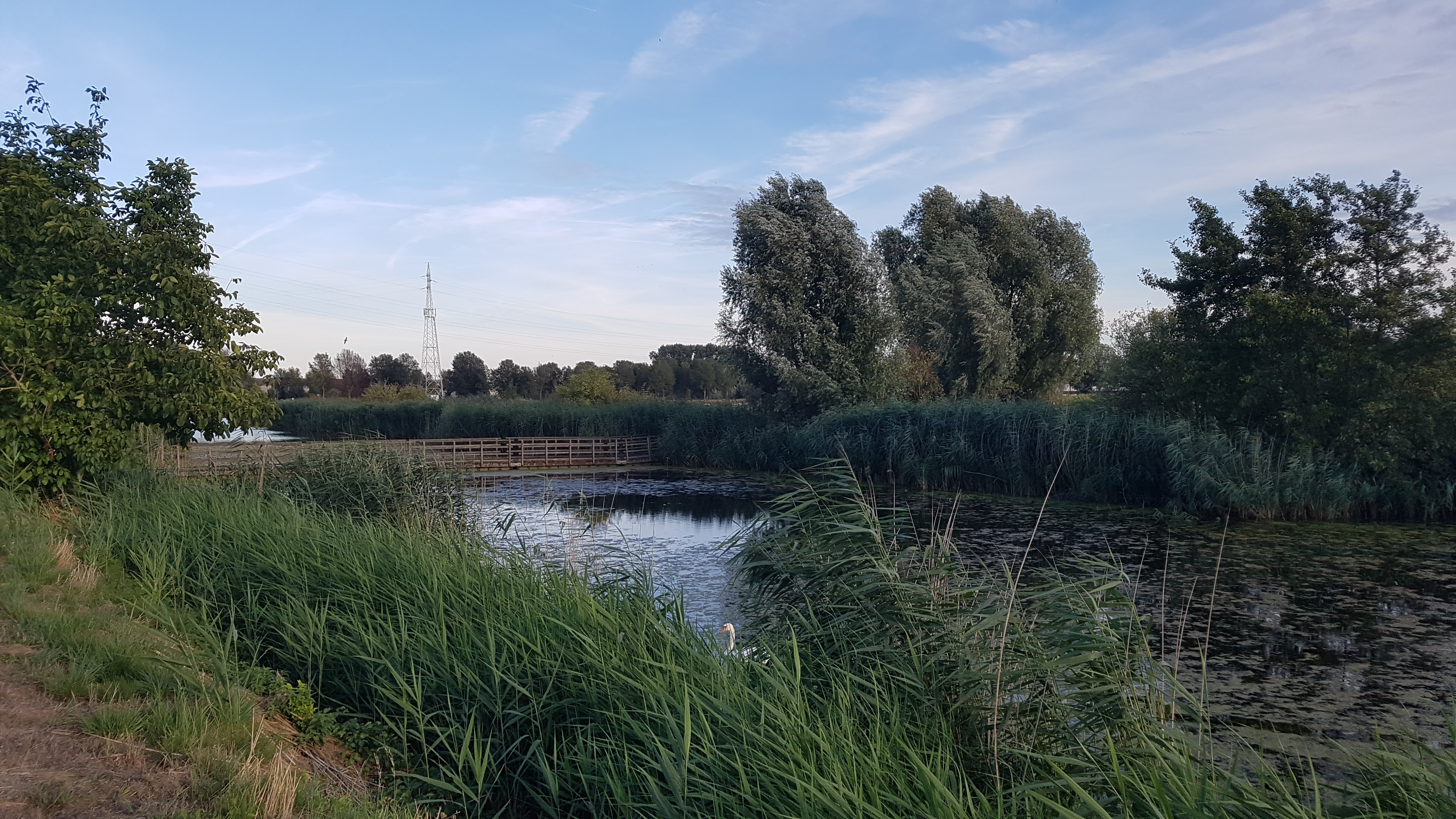
De Oude Leiearm in Sint - Baafs - Vijve waarin jaarlijks de Hondenzwemming plaatsvindt
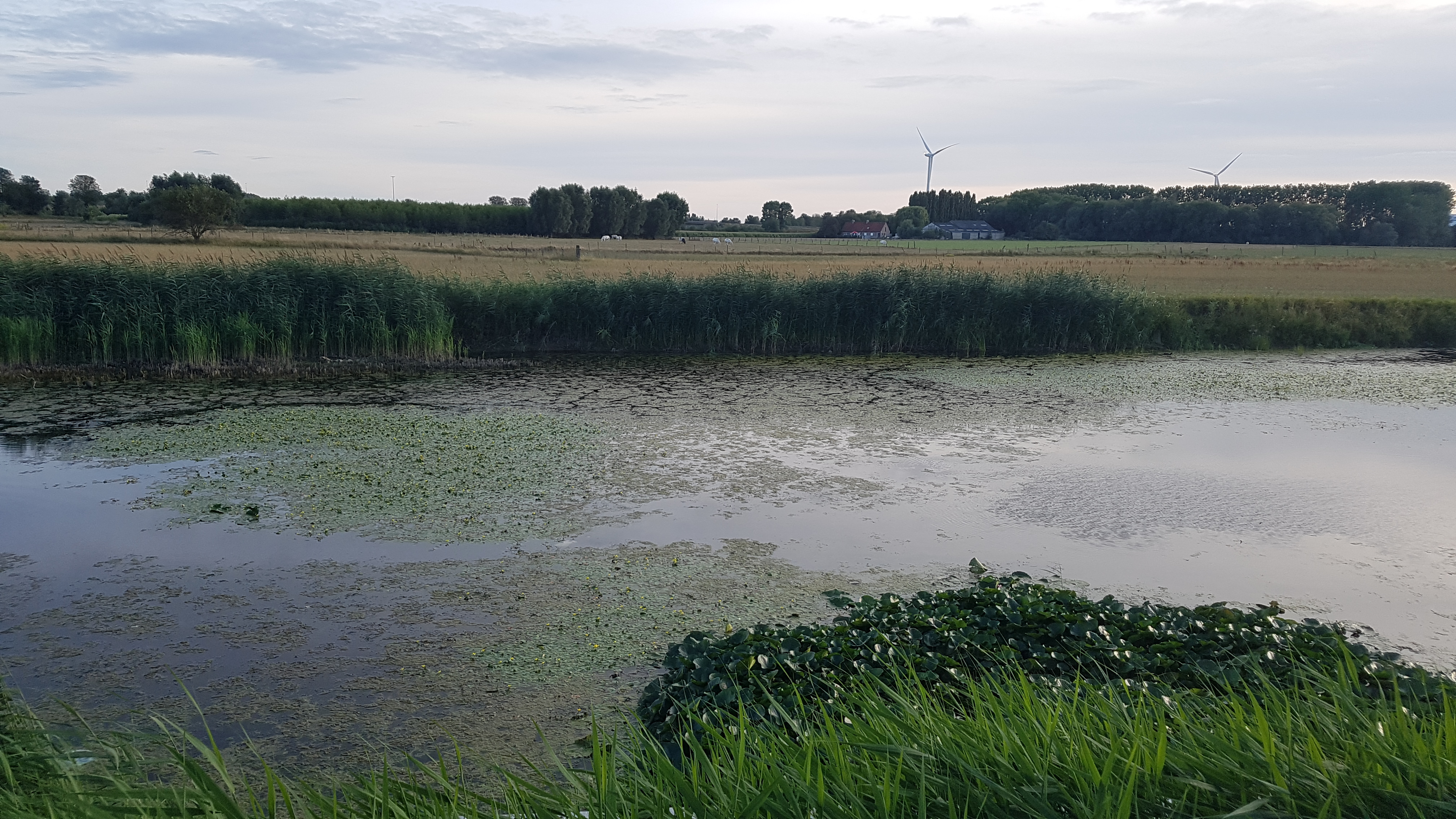
Oude Leiearm waarin de jaarlijkse Hondenzwemming plaatsvindt.
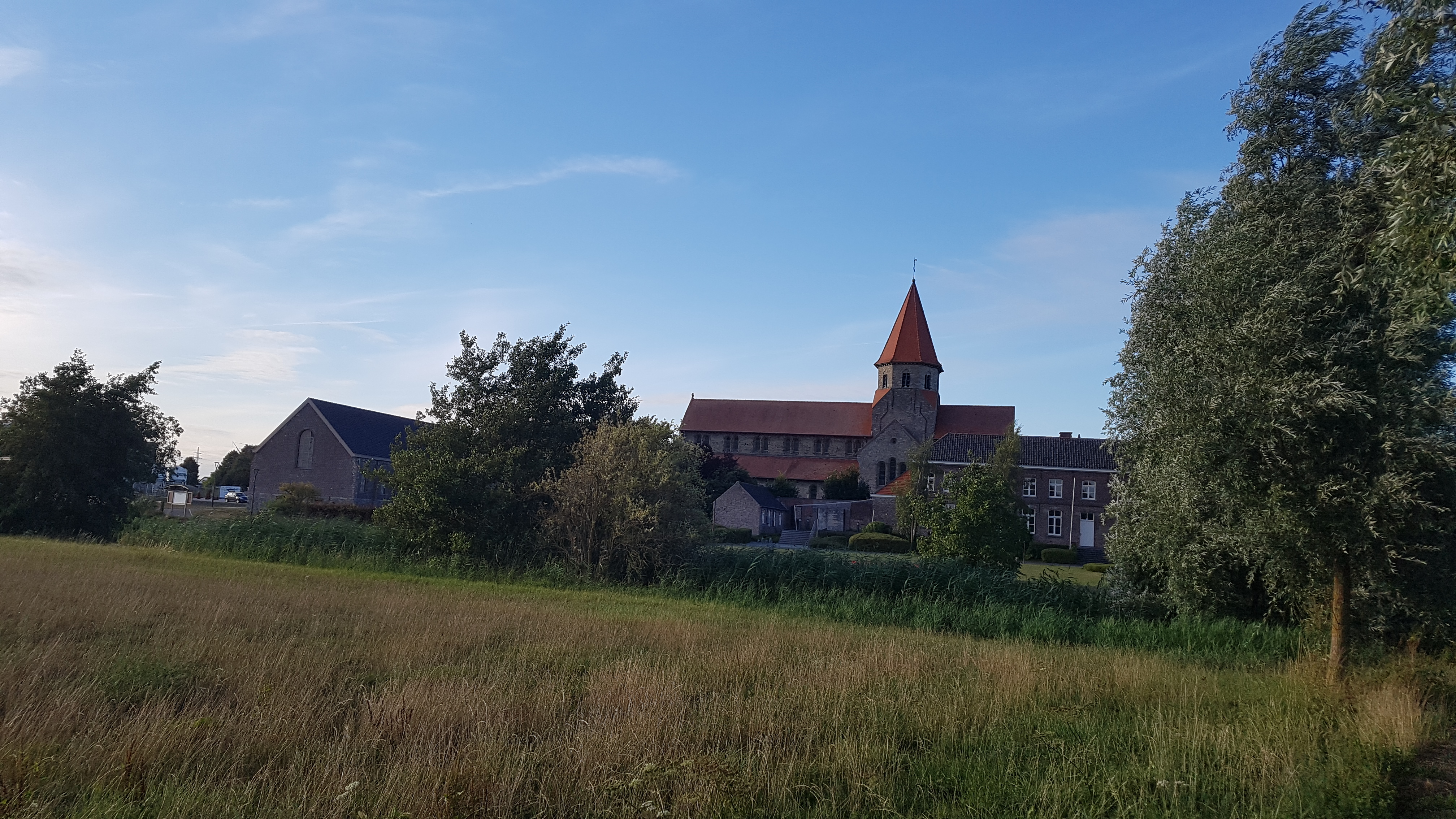
Deze foto is genomen aan de overkant van de Oude Leiearm in Sint - Baafs - Vijve. Hierop kan je de Sint-Bavokerk zien en het daarbij liggende André Demedtshuis.

## Kermis
In 1948 waren er twee kermisweekends in Sint-Baafs-Vijve; de eerste en de tweede zondag van oktober. Het eerste weekend van de kermis bestond uit een voetbalwedstrijd, een wandelconcert van de plaatselijke harmonie Sint-Cecilia, een duivenvlucht naar Moeskroen, de valiezenkoers voor de herbergiers, de koers voor alle nieuwelingen onder de twintig jaar. Het eerste kermisweekend was het belangrijkste, het weekend met de Hondenzwemming werd beschouwd als de nakermis. 
In de jaren 1950 won de tweede zondag kermis met de Hondenzwemming aan belang ten opzichte van de eerste kermiszondag. De duivenvlucht, velokoers en het wandelconcert van harmonie Sint-Cecilia vinden nog plaats maar de focus komt meer en meer te liggen op de Hondenzwemming.

## Evolutie

### 1948
In 1948 bestond de Hondenzwemming uit 2000 frank prijzen. De prijzenverdeling betrof 150, 125, 75 en 50 frank. Deelnemers schreven zich in in het gemeentehuis. De prijzen voor de Hondenzwemming stegen in 1950 tot 2500 frank. Aan de wedstrijden veranderde er verder niets.
In de periode van 1948 - 1950 werd het programma nog officieel goedgekeurd door het gemeentebestuur van Sint – Baafs – Vijve. Deze goedkeuring dient vandaag niet meer te gebeuren, het feestcomité dient wel toestemming te vragen maar kan het programma nu vrij kiezen.

### 1953
In 1953 verdubbelde het tarief voor de prijzen van de Hondenzwemming naar 5000 frank. De organisatie schonk zelfs 500 frank aan de gemeente die met het grootste aantal honden deelnam, met uitzondering van de eigen gemeente.

### 1954
De organisatie bracht verbeteringen aan en testte of het een mogelijkheid is om de honden in hokken te laten verblijven om zo onnodig tijdverlies te voorkomen. Dit vooral bij het starten van de herkansingen zodat honden niet ‘wegvluchten’ of ontsnappen.

### 1960
In de jaren ’60 kende de Hondenzwemming een dipje. De bezoekers beleven weg en ook het deelnemersaantal was verminderd.

### 1967
Voor de 117de editie bracht het feestcomité vernieuwing in het evenement. Vanuit het gemeentehuis zal het vanaf nu op toekomstige edities pluchen hondjes regenen vanuit het gemeentehuis. Op een aantal hondjes hangt er een nummer waar een prijs aan verbonden is.

### 1986
In 1986 telde de Hondenzwemming 4000 toeschouwers. Een groot aantal als in dat jaar de gemeentes Sint-Baafs-Vijve, Wielsbeke en Ooigem samen slechts 8257 inwoners tellen.

### 2007
De organisatie splitst de finale op waardoor de kleine honden niet langer moeten deelnemen aan de grote finale. Dit is het spijtige gevolg van het omkomen van een kleinere hond in de finale met grotere honden in 2006. Sindsdien zet de organisatie duikers in om de veiligheid van de honden te garanderen.

### 2009
Het bezoekersaantal blijft groeien en stijgt naar 5000 bezoekers.

### 2010
In 2010 mocht Sint – Baafs – Vijve voor 6 maanden de naam ‘Dorp in de kijker’ dragen, uitgevaardigd door VZW Toerisme Leiestreek. De hoofdreden hiervan: de 160ste editie van de Hondenzwemming.
In tegenstelling tot de eerste wedstrijden in 1850 mogen nu alle honden deelnemen. Bij de start van dit – eerst kleinschalige – evenement onder de boeren mochten enkel de honden van de boeren deelnemen en was het bezoekersaantal hierdoor zeer beperkt. Er kon vanaf dan gesproken worden van een volksfeest en een traditie waaraan generaties van families al jarenlang deelnemen, maar dat ook de nodige interesse opwekt van deelnemers buiten de gemeente.

### 2013 – 2014
Sinds 2008 bracht de Inventaris Vlaanderen voor Immaterieel Cultureel Erfgoed het immaterieel cultureel erfgoed op de kaart dat door de Vlaamse Overheid als bovenlokaal belangrijk wordt geacht. De Inventaris geeft o.a. informatie over de betrokken erfgoedgemeenschappen, informatie over maatregelen en experten die ondersteuning verlenen bij het omgaan met erfgoed.
In 2013 ging het Feestcomité de Sint – Bavovrienden op zoek naar instanties die hen kunnen helpen met de aanvraag tot erkenning van de Hondenzwemming als Vlaams Cultureel Immaterieel Erfgoed. Samen met het CAG (= Centrum voor Agrarische Geschiedenis) en het Sportimonium startten ze een dossier op.
In 2014 trad de nieuwe Vlaamse minister van Cultuur; Sven Gatz aan. Vanuit de werkgroep ‘Erkenning Hondenzwemming’ werd de nieuwe minister aangeschreven. Met een open brief omtrent het dossier betreffende vraag naar erkenning van de Hondenzwemming als Vlaams Immaterieel Cultureel Erfgoed werd de minister uitgenodigd om met het evenement bij te wonen. Mede hierdoor kreeg het evenement een aandacht vanuit de media.

### 2016 – 2017
In 2016 startte de Hondenzwemmingsraad op. In deze raad hebben onder andere vrijwilligers, bezoekers, dierenartsen, foorkramers, bewoners, gemeentewerkers, hondenliefhebbers, leerkrachten plaats. Dit met doel een uitgebreid publiek aan te trekken en verschillende visies te kunnen bundelen i.v.m. de huidige en toekomstige evenementen van de Hondenzwemming. 
In 2017 was er veel persbelangstelling voor de Hondenzwemming. Dit door de overhandiging van het eerste Hondenzwemming-vloermatje aan minister-president Geert Bourgeois in mei. Er was een uitgebreide reportage op de radio- zender Radio 2 (Vlaanderen) over de erkenningsaanvraag. En naar aanleiding van de 167ste Hondenzwemming kwam Focus-WTV op bezoek tijdens het evenement. De jeugd van de gemeente Sint – Baafs – Vijve werd onder andere door middel van een tekenwedstrijd omtrent de Hondezwemming betrokken bij het evenement. Dit allemaal in kader van het doel om de bekendheid van het evenement te vergroten én de mensen te sensibiliseren.

### 2018
Sinds januari 2018 heeft de Vlaamse minister van Cultuur Sven Gatz de Hondenzwemming als Vlaams Immaterieel Cultureel Erfgoed erkend en behoort het evenement tot een van de tradities in Vlaanderen met bovenlokaal belang.

## Verloop van de Hondenzwemming – Vroeger en nu
De start van de Hondenzwemming gebeurt met de inschrijving. Tijdens de inschrijving worden de honden gemeten aan de hand van de maatstaven die al sinds 1850 worden gehanteerd. De grootte bepaalt de categorie. Er zijn er drie
- Kleine honden
- Middelmatige honden
- Grote honden

De Hondenzwemming bestaat uit vijf wedstrijden; de eerste drie zijn per categorie;
1. Wedstrijd van de kleine honden
2. Wedstrijd van de middelmatige honden
3. Wedstrijd van de grote honden
4. Handicap voor de verliezers: hoe kleiner de honden hoe minder ver de hond moet rennen
5. De wedstrijd tussen de winnaars van elke koers: zowel groot als klein.

De kleine honden zwemmen 25 meter, de middelmatige 75 meter en de grote 125.
In dit kader ter illustratie een voorbeeld van de prijzenverdeling in 1949.
| Plaats   | Categorie        | 1949      | 1950                                                |
| -------- | ---------------- | --------- | --------------------------------------------------- |
| 1        | Klein            | 150 frank | 200 frank                                           |
| 1        | Middelgroot      | 150 frank | 200 frank                                           |
| 1        | Groot            | 150 frank | 200 frank                                           |
| 1        | Verliezer finale | 150 frank | 200 frank                                           |
| 2        | Klein            | 125 frank | 150 frank                                           |
| 2        | Middelgroot      | 125 frank | 150 frank                                           |
| 2        | Groot            | 125 frank | 150 frank                                           |
| 2        | Verliezer finale | 125 frank | 150 frank                                           |
| 3        | Klein            | 75 frank  | 100 frank                                           |
| 3        | Middelgroot      | 75 frank  | 100 frank                                           |
| 3        | Groot            | 75 frank  | 100 frank                                           |
| 3        | Verliezer finale | 75 frank  | 100 frank                                           |
| 4        | Klein            | 50 frank  | 50 frank                                            |
| 4        | Middelgroot      | 50 frank  | 50 frank                                            |
| 4        | Groot            | 50 frank  | 50 frank                                            |
| 4        | Verliezer finale | 50 frank  | 50 frank                                            |
| Winnaars |                  | beker     | Zelfde prijzen + winnaar krijgt de palm (=de beker) |

Na het meten en indelen krijgen de baasjes twee polsbandjes. Hiermee krijgen ze met twee personen de toegang tot het wedstrijddomein. Vervolgens worden de honden per categorie opgesplitst en gaan ze met een van hun baasjes met een van de twee overzetbootjes naar de overkant van de Leie. Het andere baasje blijft aan de zijde van de aankomst zodat zij/ hij met allerlei middelen; zoals gebaren, geluiden, voorwerpen de aandacht van de hond kan trekken. Eens alle honden en baasjes per deelnemende categorie klaar staan volgt het startsein met de neergaande vlag en de toeter en mag het baasje aan de overkant haar/zijn hond aanmoedigen om zo snel mogelijk naar de Leie te lopen en naar haar/hem toe te zwemmen. Na de voorrondes vinden er herkansingen en finales plaats. Bij de finales is er een ‘handicap’ volgens grootte van de hond. Hoe kleiner de hond is, hoe minder hij moet rennen. De eerste drie honden per categorie krijgen hoofdprijzen en dit zijn, in tegenstelling tot 1948 – 1950, geen geldprijzen meer maar prijzen in natura zoals hondenbrokken. Ook niet winnende honden krijgen een prijs: een geschenkpakket hondenvoeding en een aandenken.

## Evolutie organisatie
De eerste hondenzwemmingen waren kleinschalig en ontstonden in de boerenmiddens; georganiseerd door particulieren maar vooral met name door de boeren. 
Van 1950 tot 1970 ontstond het Komitee Vreugd Na Arbeid die het evenement op zich nam. In 1980 smolt het comité samen met het sportcomité Sint – Bavovrienden waardoor de vereniging uitbreidde, het bestuur veranderde en de organisatie de naam Komitee Vreugd Na Arbeid – Sint Bavovrienden kreeg. Nu heeft de organisatie de naam: VZW Sint – Bavovrienden. Sinds 2015 organiseert zij de zwemming. In 2017 bestaat de VZW uit 15 leden.

## Vlaams Immaterieel Cultureel Erfgoed
Immaterieel Cultureel Erfgoed is niet tastbaar. Immaterieel Cultureel Erfgoed omvat onder gewoontes, gebruiken, tradities, praktijken en kennis. Wanneer een groep of gemeenschap van mensen bepaalde kennis en/of handelingen belangrijk vindt om door te geven aan volgende generaties (m.a.w. te borgen), valt dit onder immaterieel cultureel erfgoed. Sinds 2008 wordt het Vlaams Immaterieel Cultureel Erfgoed in kaart gebracht door de Inventaris Vlaanderen voor Immaterieel Cultureel Erfgoed.
In 2010 werd door de minister van Cultuur Joke Schauvliege een toekomstvisie op het Vlaams Beleid voor Immaterieel Cultureel Erfgoed (ICE) geïntroduceerd. Dit is een visienota die de lijnen uitzet voor een nieuw beleid, rekening houdend met de UNESCO – Conventie.
Het Immaterieel erfgoedbeleid krijgt vier werkpunten:
1. De borg van het immaterieel erfgoed
2. De uitbouw van een netwerk van expertise
3. De uitbouw van een platform omtrent immaterieel erfgoed (www.immaterieelerfgoed.be)
4. Internationale samenwerking en beleid

## Partners in vraag naar erkenning

### Centrum Agrarische Geschiedenis (CAG)
Het Centrum Agrarische Geschiedenis had een belangrijke rol in het dossier van de erkenning van de Hondenzwemming als erfgoed. Het CAG bestudeert het agrarisch erfgoed in Vlaanderen, brengt het Immaterieel Cultureel Erfgoed van landbouw, platteland en voeding meer onder de aandacht en stimuleert de borging ervan. Het CAG adviseert en ondersteunt de betrokken erfgoedgemeenschappen om dit erfgoed te herkennen, te benoemen en door te geven. Samen met de databank ‘Het Virtuele Land’ brengen ze agrarische erfgoedkennis samen in één centraal opzoekingspunt. Het CAG werkt met KU Leuven samen in functie van wetenschappelijk onderzoek en samenwerking met andere onderzoeksinstellingen in binnen- en buitenland.

### Het Sportimonium
Het Sportimonium inventariseert, bestudeert en documenteert de bewegingscultuur – en gewoontes van groepen en gemeenschappen van mensen op nationaal en op internationaal vlak.

## Hondenzwemming en dierenwelzijn

### GAIA

#### 2015
In 2015 vroeg de VZW de Sint -  Bavovrienden aan dierenwelzijnsorganisatie Global Action in the Interest of Animals om de Hondenzwemming bij te wonen en door te lichten. GAIA kwam tot een positieve conclusie maar had een aantal verbeterpunten voor het evenement en de organisatie.
Vanaf 2016 vonden er een aantal belangrijke veranderingen plaats in kader van het dierenwelzijn:
- De inzet van een dierenarts. De dierenarts staat in voor de veiligheid van de honden tijdens de wedstrijd en het evenement. Hij kan beslissen om al dan niet een hond toe te laten tot de wedstrijd. Verder staat hij ook ter beschikking voor de verzorging van kwetsuren of bij medische interventies.
- De inzet van een hondentherapeut. Hij houdt het gedrag van de honden in de gaten en voorkomt dat er spanning zijn tijdens het evenement of de wedstrijd. Hij kan al dan niet de toegang voor bepaalde honden verbieden.
- De aanwezigheid van duikers in het water tijdens de wedstrijd voor de veiligheid van de honden. Tot voorheen zaten de duikers tijdens de wedstrijd in de bootjes om van daaruit een overzicht te hebben.
- Het herzien van het wedstrijdreglement.
- Duidelijke omschrijving geven van de te winnen prijzen.
- Er wordt meer belang gehecht aan de gezondheidstoestand van de hond. De deelnemende honden zijn verplicht in orde te zijn met de verplichte vaccinaties, behandelingen tegen vlooien en teken en moeten ontwormd zijn.
- Aandacht voor dieronvriendelijk gedrag.
- Herstructurering van de wedstrijdzone: plaatsen van extra hekkens, toegangscontrole door polsbandjes.

#### 2016
In 2016 bracht GAIA een onaangekondigd bezoek om de Hondenzwemming opnieuw door te lichten. De conclusie was positief maar de dierenrechtenorganisatie merkte hier en daar nog wat verbeterpunten op:
- Voorzien aan de duikers van duidelijkere instructies en bevoegdheid.
- Herstructurering van de wedstrijdzone: voorzien van een wachtweide zodat honden rustig en afgeschermd van de drukte en het publiek rustig kunnen wachten vooraleer ze de overzet dienen te maken.
- Verstrengen wedstrijdreglement: o.a. grote groepen honden opsplitsen in kleinere, eigenaars voorzien eigen leiband(en) van de hond.
- Overzet van de honden naar de overkant in kleinere groepen laten gebeuren.

### Intentieverklaring
In 2017 tekende het bestuur van de VZW Sint-Bavovrienden een intentieverklaring waarin vermeld wordt dat ze steeds het dierenwelzijn zullen nastreven en blijven investeren in een nog dierenvriendelijker evenement.